# 桃园路街道
桃园路街道，是中华人民共和国陕西省西安市蓮湖區下辖的一个乡镇级行政单位。

## 行政区划
桃园路街道下辖以下地区：
劳动一坊社区、劳动二坊社区、桃园一坊社区、桃园二坊社区、桃园三坊社区、马军寨社区、金光门社区、延光社区、大土门社区、沣惠北路社区、大兴西路社区、丰镐东路社区、任家口社区、马军寨新苑社区、双府社区、进丰社区、西十里铺村社区委会、郭家口社区和大土门村。